# Cissus barbeyana
Cissus barbeyana är en vinväxtart som beskrevs av Wildem. & Th. Dur.. Cissus barbeyana ingår i släktet Cissus och familjen vinväxter. Inga underarter finns listade i Catalogue of Life.